# 2010年亚洲残疾人运动会射击比赛
2010年亚洲残疾人运动会射击比赛于12月13日—12月17日在广州奥体射击馆进行。

## 獎牌統計
| 排名 | 国家／地区  | 金牌 | 银牌 | 铜牌 | 總數 |
| ---- | ----------- | ---- | ---- | ---- | ---- |
| 1    | 中国（CHN） | 6    | 6    | 3    | 15   |
| 2    | 韩国（KOR） | 5    | 4    | 6    | 15   |
| 3    | 伊朗（IRI） | 1    | 1    | 2    | 4    |
| 4    | 泰国（THA） | 0    | 1    | 0    | 1    |
| 5    | 日本（JPN） | 0    | 0    | 1    | 1    |
| 總計 | 總計        | 12   | 12   | 12   | 36   |

## 赛事赛果

### R1-SH1级10米男子气步枪立射
- 金牌：赛义德-拉姆赞·萨利赫-内贾德-阿姆雷（伊朗）
- 银牌：朴镇浩（韩国）
- 铜牌：李承哲（韩国）

### R7-SH1级50米男子自选步枪 3×40
- 金牌：朴英俊（韩国）
- 银牌：苟定超（中国）
- 铜牌：董超（中国）

### P1-SH1级10米男子气手枪
- 金牌：茹德成（中国）
- 银牌：博丁·颂西威猜（泰国）
- 铜牌：李柱熙（韩国）

### R2-SH1级10米女子气步枪立射
- 金牌：何欢（中国）
- 银牌：张翠平（中国）
- 铜牌：赛义德-哈扎姆·礼萨伊（伊朗）

### R8-SH1级50米女子运动步枪 3×20
- 金牌：李砚莉（韩国）
- 银牌：张翠平（中国）
- 铜牌：何欢（中国）

### P2-SH1级10米女子气手枪
- 金牌：林海燕（中国）
- 银牌：莎丽赫·贾万马尔迪-杜德马（伊朗）
- 铜牌：阿莉耶·马哈茂迪-库尔德希（伊朗）

### R3-SH1级10米混合组气步枪卧射
- 金牌：张翠平（中国）
- 银牌：沈在庸（韩国）
- 铜牌：朴镇浩（韩国）

### R4-SH2级10米混合组气步枪立射
- 金牌：李知锡（韩国）
- 银牌：袁洪相（中国）
- 铜牌：刘洁（中国）

### R5-SH2级10米混合组气步枪卧射
- 金牌：李知锡（韩国）
- 银牌：龙锐宏（中国）
- 铜牌：柳浩京（韩国）

### R6-SH1级50米混合组自选步枪卧射
- 金牌：董超（中国）
- 银牌：朴英俊（韩国）
- 铜牌： 田口亚希（日本）

### P3-SH1级25米混合组运动手枪
- 金牌：倪河东（中国）
- 银牌：李剑飞（中国）
- 铜牌：李柱熙（韩国）

### P4-SH1级50米混合组自选手枪
- 金牌：李柱熙（韩国）
- 银牌：朴时钧（韩国）
- 铜牌：徐永均（韩国）